# Marina Várkonyi
Marina Várkonyi (21 marzo 1970) è un'ex schermitrice ungherese, vincitrice di quattro medaglie d'oro, una d'argento ed una di bronzo ai campionati mondiali di scherma.